# Valmiki

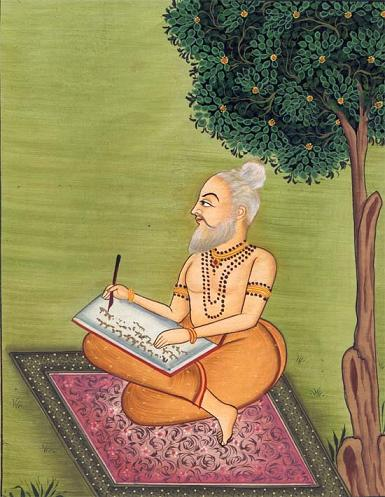
Valmiki

Valmiki (Sanskrit: वाल्मीकि Vālmīki) ist der Autor des indischen Heldenepos Ramayana.
Die Historizität von Valmiki ist nicht gesichert, seine Lebenszeit ist abhängig von der Datierung des Epos. Der Ort seiner Einsiedelei wird beim heutigen Chitrakut (Distrikt Banda in Uttar Pradesh) angegeben.
Der Überlieferung nach war Valmiki in seiner Jugend das Haupt einer Räuberbande. Nach einem Treffen mit dem mythischen Weisen Narada änderte er seine Gesinnung. Kurz danach beobachtete er am Fluss Tamasa ein sich paarendes Brachvogelpaar. Ein Jäger tötete das Männchen, worauf Valmiki diesen in Versform verfluchte:
Du wirst keine Ruhe finden in den langen Jahren der Ewigkeit, denn du hast diesen ahnungslosen, verliebten Vogel getötet.
So erfand er den Shloka, das Versmaß des Ramayana. Der Gott Brahma forderte ihn daraufhin auf, in diesem Versmaß die Taten Ramas zu verherrlichen.
In seiner Einsiedelei wurde Valmiki von der im Exil lebenden Sita aufgesucht. Sie gebar dort die beiden Zwillinge Kusha („Gras“) und Lava („Geschnittenes“). Valmiki zog die beiden Söhne Ramas auf und lehrte sie das Ramayana.